# Hobit: Bitva pěti armád
Hobit: Bitva pěti armád (anglicky The Hobbit: The Battle of the Five Armies) je poslední díl filmové trilogie Hobit režiséra Petera Jacksona.
Film popisuje konec výpravy Bilba Pytlíka a družiny trpaslíků k hoře Erebor, která je již mnoho let obsazena a zabrána drakem Šmakem. Film byl uveden 11. prosince 2014 a trvá 144 minut (prodloužená verze činí 164 minut).

## Děj
Film začíná přesně tam, kde skončil předešlý díl. Zuřící Šmak se vrhá na Jezerní město a všechno v něm pálí, včetně lidí, kteří se marně snaží evakuovat, včetně starosty a Alfrida, kteří vyrabují městskou pokladnici. Bilbo si, sledujíc hořící město, vyčítá, čemu se propůjčil. Bard se lstí dostane ze své cely, vezme luk a šípy a chce draka zabít. Drak je ale vůči jeho šípům imunní. Kili, Fili, Óin, Bofur, Legolas a Tauriel se snaží evakuovat jeho děti. Bard nakonec draka zabije černým šípem střeleným do díry v jeho krku. Šmak při svém pádu zdemoluje město.
Gandalfovi hrozí smrt v Gulduru. Když chce jeden ze skřetů Gandalfa popravit, objeví se Galadriel, čaroděje zachrání a chce jej odnést pryč. Záhy se objevují Prstenové přízraky v čele s černokněžným králem Angmaru. Galadriel odhalí, že s ní přišli i Elrond a Saruman, kteří se pustí do boje s přízraky, zatímco Galadriel výlečí Gandalfa a pošle ho s Radagastem do bezpečí. Poté se objeví i samotný, ohněm planoucí Sauron. Galadriel jej i jeho nehmotné sluhy z posledních sil zažene svým temným já a Eärendilovým světlem na východ do Mordoru. Elrond chce Saurona pronásledovat a zničit, ale Saruman řekne, že Sauron bez Jednoho prstenu Středozem už nikdy neovládne. Bílý čaroděj potom pověří Elronda, ať vezme vyčerpanou Galadriel do Lothlórienu
Bard je oslavován jako drakobijec. Lidé však nyní nemají domov a usadí se v zříceninách města Dol pod horou. Kíli vyzná Tauriel lásku, rozloučí se s ní a jde s trpaslíky do hory za ostatními. Bard doufá že jim Thorin a trpaslíci dají část z drakova zlata na opravu města. Objeví se Thranduil s armádou elfů a s jídlem pro lidi. Ale elfové nepřišli na pomoc lidem. Thorin má ve zlatě totiž starodávné diamanty elfího lidu.
Azog táhne s obrovskou armádou skřetů a vrků z Morie k Osamělé hoře a pošle Bolga do staré pevnosti Gundabad v šedých horách pro druhou armádu. Legolas s Tauriel sledují Bolga do Gundabadu, kde najdou nejenže další vyzbrojenou armádu skřetů, ale také hejno bojových netopýrů chovaných pro válku a obrovské válečné zlobry nebo obří skřety. Thorin se změnil v chamtivce, který je již na zlatě psychicky závislý. Bard jde vyjednávat s Thorinem, ten jej však odmítá. Thranduil postaví armádu před horu. Přichází Gandalf a sdělí všem že Sauron je zpět, že vyslal armádu skřetů a že chce horu kvůli její strategické poloze, čemuž Thranduil a Bard nevěří. Bilbo přinese vzácný Arcikam (srdce hory, po kterém Thorin touží), elfům a lidem ať s Thorinem vyjednají, že jim dá diamanty a půlku zlata a oni mu zato nabízejí onen Arcikam. Thorin odmítá a volí válku o zlato. Dozví se že Bilbo dal Arcikam elfům a lidem a ze vzteku jej chce shodit z hradby v čem mu trpaslíci brání. Bilbo uteče na druhou stranu. Thranduil chce už vydat rozkaz ke střelbě, ale z druhé strany se přiřítí Thorinův bratranec Dáin II. Železná noha s vojskem trpaslíků ze železných hor. Dáin chvíli Thranduila uráží. Najednou se z podzemí okolitých kopců vynoří obří červi „zeměžrouti“ a z jejich vydolovaných tunelů se přižene armáda skřetů a Azog, který jí ze skály dává pokyny. Dáin s vojskem jdou do bitvy.
Thranduil i Thorin je nechtějí následovat. Když trpaslíci prohrávají, Gandalf přesvědčí Thranduila aby vyslal své bojovníky a napadnou skřety spolu. Dvalin přesvědčuje Thorina aby trpaslíkům a elfům pomohli. Thorin je však posedlý pokladem a chce jej přestěhovat hlouběji do podzemí. Azog pošle do boje zlobry s katapulty a obří skřety, kteří prorazí opevnění Dolu a pošle do něj část vojska aby všechny odříznul. Bard motivuje lidi do boje. Schyluje se k porážce. Thorin se vzpamatuje a jde se svou družinou do boje. Rozhodne se zabít Azoga na vrcholu skály Havraního vrchu. Na místě však Azog není, tak pošle Fíliho a Kíliho na průzkum zříceniny věže. Legolas a Tauriel se vrátí z Gundabadu a varují Bilba a Gandalfa o Bolgovi a armádě skřetů. Ta však putuje v podzemí, vyjde z věže a napadne Fíliho a Kíliho. Bilbo si nasadí Jeden prsten, zneviditelní se a jde Thorina varovat. Tranduil se rozhodne bitvu opustit kvůli krveprolití jeho lidu. Tauriel mu v tom brání. Uráží ho a obviní ze zbabělosti a bezcitnosti. On ji chce ze vzteku zabít ale Legolas se mu vzepře a zabrání tomu. To v Thranduilovi vzbudí skutečné emoce.
Legolas a Tauriel jdou najít Kíliho a Fíliho. Fíli je před Thorinem a Bilbem popraven Azogem. Kíli se jde Azogovi pomstít za bratrovu smrt. Bolg bojuje s Kílim a s Tauriel. Kíli je zabit a Tauriel zraněna. Netopýři útočí na elfy a trpaslíky. Thorin pronásleduje Azoga, je ale obklíčen proti němu obrovitými skřety, které Legolas z dálky střílí. Tauriel je Bolgem poražena. Legolas ji chce zachránit, ale došly mu šípy, tak jde bojovat. Thorin je unaven z boje se skřety ale Azog je svěží. Legolasovi se podaří lstí Bolga bodnout do nekovové části hlavy a shodit do propasti. Thorin Azoga shodí do řeky a on utone. Když si Thorin myslí že už je konec, Azog se vynoří skrz led a po dalším boji Thorina probodne. Ten mu to ale vrátí a zemřou oba.
Najednou přiletí Radagast a Medděd s hejnem orlů, kteří zničí vojsko orků a roztrhají netopýry. Tauriel oplakává Kíliho, chce jej pohřbít a poví Thranduilovi že jestli je láska takováto, tak ji nechce. Thranduil odpoví že tak bolí, protože byla skutečná. Legolas otci řekne, že s ním nemůže zůstat. On mu tedy dá radu ať jde k hraničářům do Gondoru, že se prý narodil syn velkého Arathorna - Aragorn a ať je mu dobrým přítelem. Bilbo se vrací do kraje, kde se loučí s Gandalfem a ujišťuje ho že Jeden prsten ztratil v bitvě. Doma se dozví, že se jeho věci rozprodávají na aukci. Neboť si všichni mysleli, že zahynul. Věci jsou ale hned navráceny. Bilbo svírá v domě v ruce prsten. Děj přeroste do filmu Pán prstenů: Společenstvo Prstenu, když Gandalf zaklepal Bilbovi na dveře.

## Ocenění a nominace
| Ocenění                             | Kategorie                                      | Nominovaný                                                      | Výsledek  |
| ----------------------------------- | ---------------------------------------------- | --------------------------------------------------------------- | --------- |
| Cena Saturn                         | nejlepší film (fantasy)                        |                                                                 | vítězství |
| Cena Saturn                         | nejlepší scénář                                | Fran Walsh, Philippa Boyens, Peter Jackson a Guillermo del Toro | nominace  |
| Cena Saturn                         | nejlepší mužský herecký výkon ve vedlejší roli | Richard Armitage                                                | vítězství |
| Cena Saturn                         | nejlepší ženský herecký výkon ve vedlejší roli | Evangeline Lilly                                                | nominace  |
| Cena Saturn                         | nejlepší skladatel                             | Howard Shore                                                    | nominace  |
| Cena Saturn                         | nejlepší masky                                 | Peter King, Rick Findlater a Gino Acevedo                       | nominace  |
| Cena Saturn                         | nejlepší vizuální efekty                       | Joe Letteri, Eric Saindon, David Clayton a R. Christopher White | nominace  |
| Critics' Choice Movie Awards        | nejlepší masky                                 |                                                                 | nominace  |
| Critics' Choice Movie Awards        | nejlepší vizuální efekty                       |                                                                 | nominace  |
| Denver Film Critics Society         | nejlepší původní píseň                         | Billy Boyd, Philippa Boyens, Fran Walsh                         | nominace  |
| Empire Awards                       | nejlepší film                                  |                                                                 | nominace  |
| Empire Awards                       | nejlepší režie                                 | Peter Jackson                                                   | nominace  |
| Empire Awards                       | nejlepší mužský herecký výkon v hlavní roli    | Richard Armitage                                                | nominace  |
| Empire Awards                       | nejlepší film (sci-fi/fantasy)                 |                                                                 | nominace  |
| Filmová cena Britské akademie       | nejlepší vizuální efekty                       | Joe Letteri, Eric Saindon, David Clayton a R. Christopher White | nominace  |
| Oscar                               | nejlepší střih zvuku                           | Brent Burge a Jason Canovas                                     | nominace  |
| Phoenix Film Critics Society Awards | nejlepší vizuální efekty                       | Joe Letteri, Matt Aitken, Eric Saindon, Scott Chambers          | nominace  |
| Screen Actors Guild Awards          | nejlepší kaskadérský tým                       |                                                                 | nominace  |